# Sophy Aiida
Sophy Aiida, née à Paris en 1987, est une actrice, musicienne et animatrice de télévision camerounaise.

## Biographie
Née à Paris en 1987, Sophy Aiida est une animatrice télé, actrice, entrepreneur  et experte en communication digitale. Au Cameroun elle fait ses premiers pas dans le théâtre.  Elle a fait ses premiers pas dans le théâtre à partir de  l’âge de 2 ans. Après un séjour à Paris en France, sa famille déménage à New York aux États-Unis où elle continue le théâtre puis le cinéma quelques années plus tard. Aux États-Unis, francophone à la base, Sophy Aiida a dû apprendre l’anglais de manière accélérée afin de décrocher ses premiers rôles dans des pièces de théâtre. Un apprentissage qui lui a permis d’être bilingue.  
La carrière de Sophy Aiida a commencé en 2006 aux États-Unis. Installée à New York à partir de 2006, elle travaille pour accomplir son rêve de devenir une artiste complète. Intéressée aussi par l’animation télé, elle sera cooptée par Sunu Afrik, une chaîne de télévision basée à New York. Une expérience qui l’a d’ailleurs propulsée sur la scène internationale à travers sa coanimation de la Coupe du monde de football en 2010, des Afrotainment Museke Awards en 2011, et des Nigerian Entertainment Awards en 2012. 
À la recherche de son identité, elle revient au Cameroun pour « montrer à la jeunesse africaine, notamment les femmes qu’elles ont leur place dans les médias, dans le cinéma ».  
Depuis juin 2020, la Camerounaise s’est installée en Côte d’Ivoire où elle fait dans l’animation TV.

## Carrière cinématographique
Sophy Aiida a fait des tournées théâtrales en France puis aux États-Unis pendant qu’elle était en 1ère, Terminale. Elle se lance dans le cinéma à travers l'université de New York où elle suit un programme de cinéma. L’actrice camerounaise a collaboré avec plusieurs réalisateurs indépendants.
Après quelques rôles dans des pièces de théâtre et l’animation télé sur Sunu Afrik, Sophy Aiida se révèle au public américain. C’est alors qu’elle incarne incarne Ify dans Unwanted Guest, un film sorti en 2011 aux États-Unis et au Nigeria. Son rôle dans ce film lui a valu la nomination pour le prix de meilleure actrice au Nollywood and Africa Film Critics Awards (NAFCA), en 2012. 
L’actrice camerounaise est aussi connue pour ses rôles dans Eric Blackman (2008) et Honeysuckle (2010). 
Revenue à Paris, Sophy Aiida joue dans Jeu de couples, réalisé par Maxwell A. Cadevall, son premier film en langue française sorti en 2013. 
L’actrice d’origine camerounaise a également joué dans la série en ligne Yelo Péppè, réalisée par la Ghanéenne Shirley Frimpong Manso.

## Animation télé
La première émission télé dans laquelle Sophy Aiida s’est illustrée est passée sur Sunu Afrik aux États-Unis.  Rentrée dans son pays natal en 2013, elle  présente le programme Cameroon Top Model diffusé sur Canal 2 international. 
En 2017, la star camerounaise présente la soirée de remise des All Africa Music Awards (AFRIMA) tenue du 10 au 12 novembre 2017 à Lagos au Nigéria. Auparavant, elle a déjà présenté de nombreux événements de grande envergure sur le continent africain.
Sophy Aiida est désormais basée en Côte d’Ivoire où depuis juin 2020, elle anime une émission télé sur LIFE TV. Sur cette nouvelle chaîne de télévision ivoirienne, elle fait désormais partie de l'équipe de chroniqueurs de Life Talk, une émission de débat sur l'actualité.

## Activités extraprofessionnelles
Passionnée des médias et de l’événementiel, Sophy Aiida est également activiste pour la cause des Noirs. Depuis 2009, la Camerounaise fait dans le social. Avec Olivia Ngou, Sophy Aiida crée The Nakande’s Project au profit de l’Afrique. La Camerounaise tient aussi une page Instagram Women destiny pour inspirer la gent féminine en Afrique.